# Cephalopactis hybrida
Cephalopactis hybrida är en orkidéart som först beskrevs av Jáv., och fick sitt nu gällande namn av Karel Domin. Cephalopactis hybrida ingår i släktet Cephalopactis och familjen orkidéer. Inga underarter finns listade i Catalogue of Life.